# Caeruleuptychia mare
Espèce
Caeruleuptychia mare est une espèce de papillons de la famille des Nymphalidae et de la sous-famille des Satyrinae et du genre Caeruleuptychia.

## Dénomination
Caeruleuptychia mare a été décrit par l'entomologiste Arthur Gardiner Butler en 1869, sous le nom initial d' Euptychia mare.

## Écologie et distribution
Caeruleuptychia mare est présent au Brésil.

### Protection
Pas de statut de protection particulier